# NGC 385
NGC 385 ist eine elliptische Galaxie vom Hubble-Typ E/S0 im Sternbild Fische auf der Ekliptik. Sie ist schätzungsweise 229 Millionen Lichtjahre von der Milchstraße entfernt und hat einen Durchmesser von etwa 75.000 Lichtjahren.

Gemeinsam mit NGC 375, NGC 379, NGC 380, NGC 382, NGC 383, NGC 384, NGC 386, NGC 387 und NGC 388 bildet sie die Galaxienkette Arp 331. Mit 21 weiteren Galaxien ist sie Mitglied der NGC 452-Gruppe (LGG 18).
Halton Arp gliederte seinen Katalog ungewöhnlicher Galaxien nach rein morphologischen Kriterien in Gruppen. Diese Galaxiengruppe gehört zu der Klasse Ketten von Galaxien.
Das Objekt wurde  am 4. November 1850 von dem irischen Astronomen Bindon Blood Stoney, einem Assistenten von William Parsons, entdeckt.